# Charlotte Joël
Charlotte Joël (Berlino, 13 settembre 1887 – Birkenau, dopo il 19 aprile 1943) è stata una fotografa tedesca.

## Biografia
Charlotte nacque a Charlottenburg, che all'epoca non faceva ancora parte di Berlino, in una famiglia ebrea. Figlia di Georg, commissario di banca, e di Gertrud Posner. Dopo una vita instabile, il padre si suicidò ad Halle nel 1900, cosa che provocò un forte turbamento nella figlia 12enne. La madre dovette impiegarsi come assistente di farmacia presso lo studio del fratello, l'urologo Carl Posner, poi al termine della prima guerra mondiale venne impiegato presso l'ufficio medico municipale di Berlino. Posner non era solo uno scienziato conosciuto a livello internazionale, ma anche un musicofilo in contatto con vari musicisti.
Il suo esordio con la fotografia avvenne nel 1916 assieme all'amica Marie Heinzelmann con la quale due anni dopo apriranno lo studio "Charlotte Joël & Marie Heinzelmann", ubicato a Charlottenburg, dedicandosi essenzialmente al ritratto.

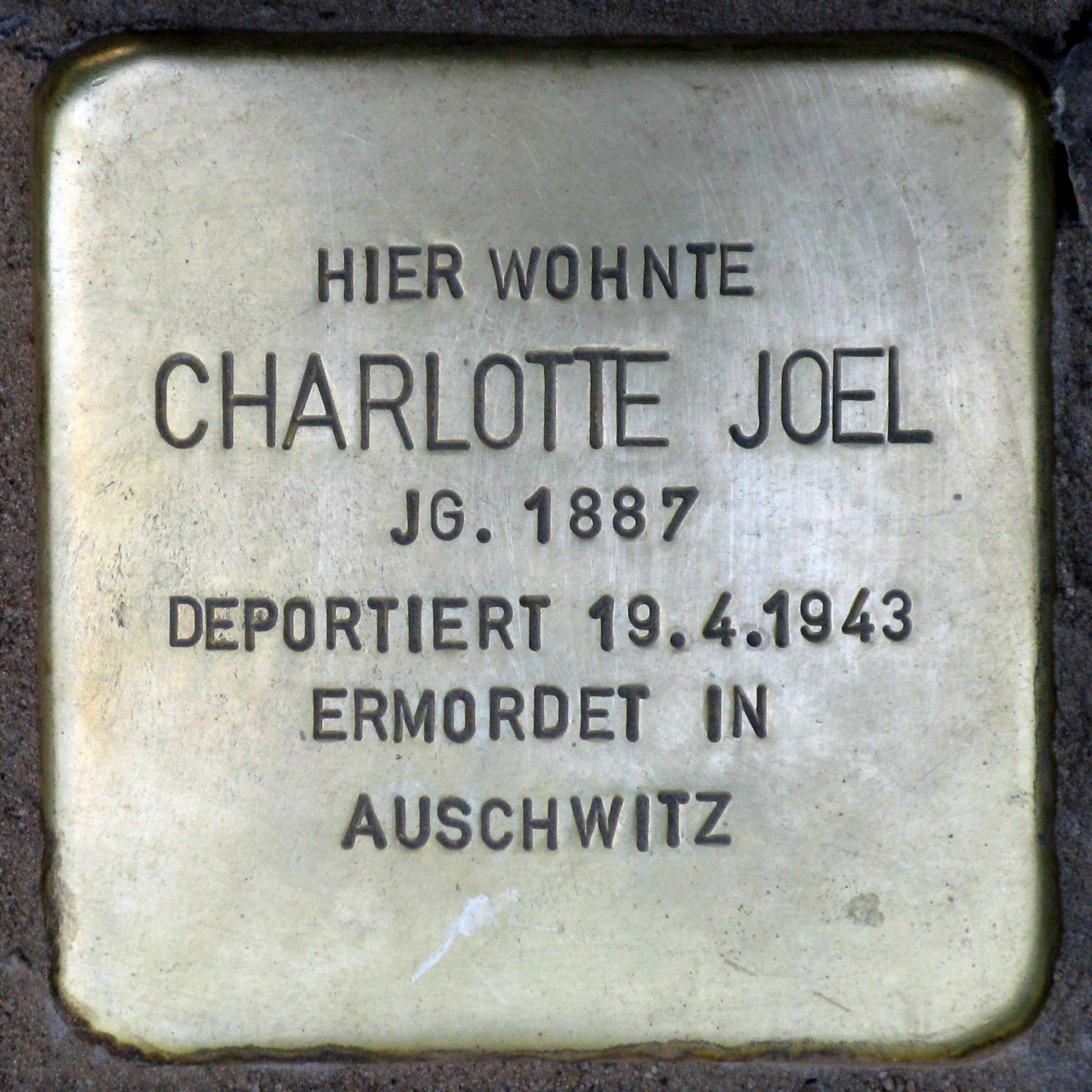
Pietra d'inciampo in Klopstockstraße 19 a Berlino

Tra i ritratti di personaggi noti che sono passati davanti alla sua macchina fotografica possiamo ricordare l'allora sconosciuta Marlene Dietrich, Karl Kraus che nel 1921 si trovava a Berlino per varie conferenze, con cui divenne amico e che rimase in contatto fino alla morte di lui nel 1936, il quale peraltro l'ha ricordata nel suo testamento lasciandole una parte della sua biblioteca, Walter Benjamin, Hedwig Lachmann, Gustav Landauer e molti altri. Fotografò anche quelli che venivano chiamati "bambini esotici" come ad esempio i figli di un diplomatico giapponese o i piccoli indiani, una bambina araba. Molti dei suoi riratti sono stati riprodotti nelle cartoline.
Essendo ebrea, con l'arrivo al potere dei nazisti nel 1933 non poté più esercitare, anche se lo studio mantenne lo stesso nome fino al 1939, quando venne chiuso definitivamente. L'amico medico ebreo e comunista Fritz Frankel era emigrato in Svizzera, lei andò a trovarlo e lui la esortò a rimanere, ma non volle lasciare il proprio studio fotografico e tornò a Berlino. Nel frattempo, grazie all'amica ebrea ed insegnante montessoriana Clara Grunwald poté lavorare nelle cucine di una scuola clandestina. Le due amiche furono deportate assieme verso il campo di concentramento di Auschwitz o verso il vicino campo di sterminio di Birkenau il 19 aprile 1943. È presumibile che siano state assassinate con il gas poco dopo il loro arrivo.